# Konrad von Marburg

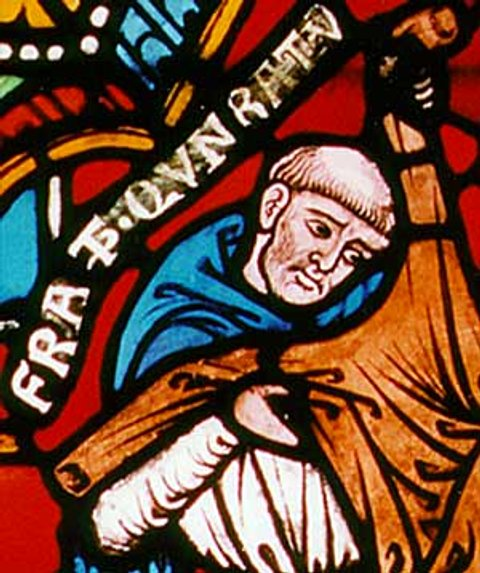
Konrad von Marburg: Detail eines Glasfensters in der Marburger Elisabethkirche

Konrad von Marburg (* um 1185; † 30. Juli 1233 in Beltershausen bei Marburg) war ein hochmittelalterlicher Priester und Magister, erfolgreicher Kreuzzugsprediger, später Inquisitor und Beichtvater Elisabeths von Thüringen, der späteren Heiligen Elisabeth.

## Biografie
Über Konrad von Marburg gibt es kaum biographische Hinweise. Auch in seinen Selbstzeugnissen ist, unüblich für diese Zeit, kein einziger Hinweis auf seine Herkunft zu finden.

### Erstes Auftreten
Nachweisliche öffentliche Beachtung fand Konrad erstmals 1214 durch aufsehenerregende Predigten. Da er in den historischen Quellen häufig Magister (entspricht damals etwa dem heutigen Doktor) und „gebildet“ genannt wird, scheint er studiert zu haben, vermutlich an der Universität von Paris. Dazu passt das Indiz, dass er zunächst im Elsass wirkte. Später zog er durch das Rheinland nach Thüringen und hielt in Städten unter freiem Himmel seine massenwirksamen Kreuzzugspredigten, die zur Entstehung einer neuen Kreuzzugsbewegung beitrugen.
Hierzu war er 1215 von Papst Innozenz III. beauftragt worden, in diesem Zusammenhang hatte er auch disziplinarische Vollmachten zur Verbesserung von Lebensführung und Seelsorge des deutschen Klerus erhalten.

### Einfluss auf die Thüringer Landgrafenfamilie
Im Zuge seiner umherziehenden Tätigkeit ergab sich eine Freundschaft zur Thüringer Landgrafenfamilie. Er wurde 1225 zum Beichtvater der jugendlichen Elisabeth bestellt. In diesem Amt verstärkte er die Tendenz der jungen Landgräfin zu sehr harten Frömmigkeitsübungen und brachte den lange unwilligen Ludwig IV. dazu, am Kreuzzugsunternehmen Kaiser Friedrichs II. teilzunehmen. Ein weiterer Machtzuwachs für Konrad bestand in dem Privileg, in Stellvertretung des auf dem Kreuzzug abwesenden Landgrafen die geistlichen Ämter in Thüringen zu vergeben. Landgraf Ludwig starb unterwegs in Italien und hinterließ eine sehr junge Witwe, die spätere Heilige Elisabeth von Thüringen.
Nach dem Tod Ludwigs inszenierte Konrad sich als Beschützer und erkämpfte für sie in Auseinandersetzung mit der Familie des Landgrafen die Herausgabe beträchtlicher Witwengüter. Die beiden zogen auf seine Veranlassung um, von der Wartburg nach Marburg. Papst Gregor IX. selbst hatte Konrad per Sendschreiben zu Elisabeths Vormund bestimmt und zur Wahrung ihrer Rechte gegenüber ihren Verwandten nach dem Tod ihres Mannes als „Defensor“ bevollmächtigt. Konrad nutzte den Zugriff auf das Vermögen Elisabeths, um ein Hospital zur Betreuung Kranker und Armer einzurichten. Sein seelsorgerliches Amt gegenüber Elisabeth und seine Rolle als Beichtvater missbrauchte Konrad. Er gab zunächst ihre älteren beiden Kinder in Pflege weg. Zudem sprach er ein Kontaktverbot zu bestimmten Personen aus. Da Elisabeth sich vorher durch Gelübde an ihn gebunden hatte, vermochte sie sich nicht dagegen zu wehren. Er peitschte sie aus und bespitzelte sie. Die Gesundheit der jungen Frau war dem nicht lange gewachsen. Sie starb 1231 mit nur 24 Jahren.
Nach Elisabeths Tod kühlte sich die öffentliche Aufmerksamkeit für Konrad deutlich ab. So inszenierte er sich im Anschluss als Kämpfer für die Heiligsprechung Elisabeths.
Um den Leichnam der Wohltäterin der Kranken und Armen rankten sich alsbald Geschichten von göttlichen Wundern. Konrad stellte folgerichtig in Rom selber einen Antrag auf Heiligsprechung. Zu diesem Zweck verfasste er auch einen kurzen Lebensabriss Elisabeths. Diese Summa vitae ist sein einziges erhaltenes literarisches Werk und stellt neben dem Libellus de dictis quatuor ancillarum sanctae Elisabeth confectus, das die Aussagen unter anderem der Elisabethdienerinnen Guda und Isentrud von Hörselgau enthält, eine der wichtigsten historischen Quellen für das Leben der Heiligen dar.

### Öffentliches Ansehen
Seiner Glaubwürdigkeit kam zugute, dass er sowohl den für Priester geltenden Zölibat, also das Gelübde der Keuschheit, einhielt, als auch in bewusst gewählter persönlicher Armut lebte. Laut historischer Quellen folgten ihm einige Anhänger von Ort zu Ort. So bot er zunächst das Bild eines typischen Predigers der religiösen Armutsbewegung, die in dieser Zeit in allen Ländern Europas lebendig war.

### Neue Karriere als Ketzerverfolger
Diese Armutsbewegung hatte allerdings auch einen bedeutenden kirchenfernen bzw. häretischen Zweig, hier sind vor allem die Katharer und Waldenser zu nennen. Die römische Kirche setzte auf gewaltsame Ausrottung dieser Ketzer. Um diesem Ziel näher zu kommen, richtete Papst Gregor IX. das Amt des Inquisitors ein, also eines von den normalen bischöflichen Gerichten unabhängigen Sonderbevollmächtigten zur Ketzerbekämpfung.
Einer der ersten dieser Inquisitoren mit direktem päpstlichen Auftrag wurde Konrad von Marburg. Nun durfte er als offizieller Ketzer-Richter an den Bischöfen vorbei verurteilen.
Unter Konrad nahm die Ketzerverfolgung in Deutschland an Umfang und Schärfe zu; durch ein Dekret von Papst Gregor dazu ermächtigt, durfte er das Inquisitionsverfahren abkürzen und Angeklagte ohne Einhaltung der bis dato üblichen zeitraubenden Verfahrensregeln auf dem Scheiterhaufen hinrichten lassen. Etliche Ketzer, die Konrad verfolgte, hielt er für Teufelsanbeter. Seine Schilderungen veranlassten Papst Gregor IX. im Jahr 1233 zur Aussendung des päpstlichen Schreibens Vox in Rama, in welchem über diese Häresie informiert wurde.

### Gerichtsverhandlung und Tötung
Da Konrad auch vor Grafen, Bischöfen und Fürsten nicht zurückscheute, erregte er Angst, Hass und Widerstand auch in Adelskreisen. Heinrich III. von Sayn und seine Frau Mechthild waren die Pflegeeltern der beiden kleinen Töchter Elisabeths und Ludwigs (Sophie und Gertrud), seit die Mutter sie auf Konrads Geheiß hatte abgeben müssen. Ihn klagte Konrad als Ketzerfreund an. Heinrich erreichte jedoch, dass sein Fall der Inquisitionsgerichtsbarkeit entzogen und einem Reichsgericht im Dom zu Mainz unter Teilnahme des deutschen Königs Heinrich (VII.) überstellt wurde. Dort konnte er auf traditionelle gerichtliche Verfahren wie Eideshelfer, die seine Unschuld beschworen, zurückgreifen und so einen Freispruch erreichen.
Konrad sah sich einer unerwarteten Niederlage gegenüber. In Begleitung von zwei vertrauten Mönchen machte er sich auf den Heimweg in das oberhessische Marburg. Bei dem heutigen Weiler Hof Capelle südöstlich von Marburg, etwa 2 km nordöstlich von Beltershausen im Ebsdorfer Grund wurde er am 30. Juli 1233 erschlagen.

## Rezeption seit dem 19. Jahrhundert
In der zweiten Hälfte des 19. Jahrhunderts gab es eine Welle von Veröffentlichungen zu Konrad von Marburg, Monographien, Dissertationen sowie Erbauungsschriften. Sogar ein Schauspiel als dramatische Bearbeitung des Themas ist erhalten: Konrad von Marburg, deutscher Ketzermeister und Großinquisitor: Trauerspiel in fünf Akten; frei nach der Geschichte bearbeitet von Hans Hagen (Leipzig 1890). Der Umfang betrug 100 Seiten. Dieses Modeinteresse flaute bald wieder ab. Nach der Jahrhundertwende erschienen noch vereinzelt Dissertationen. Im Nachkriegsdeutschland kam kaum ein Autor oder Verleger mehr auf die Idee, diesen Stoff zu bearbeiten, es sei denn mit Bezugnahme auf die Stadt Marburg oder akademisch auf das Verhältnis der Geschlechter. Als eine wichtige Nebenfigur erscheint Konrad jedoch in Wiebke von Thaddens Jugendroman Philipp zwischen Kaiser und König von 1989.
Als ein „Integrale“ des Mittelalters und „ein Opfer seines Fanatismus“ wurde Konrad 1914 in einer katholischen Zeitung beschrieben. Er sei „ein strenger Mann, aber im Eifer blind“ gewesen.
In der französischen Comic-Kurzserie La troisième testament (1997–2003, in vier Teilen, deutsch als Das dritte Testament bei Carlsen) ist der Held ein ehemaliger Inquisitor „Conrad de Marbourg“ (deutsch „Konrad von Marburg“). Diese Abenteuer-Serie ist eine mittelalterliche Fantasiegeschichte.
2006 referierte der Psychoanalytiker Horst Eberhard Richter in der Urania in Berlin über die Rolle Konrads :

„So […] wacht [Konrad von Marburg] als Beichtvater über ihre strenge Askese und über ihre bedingungslose Hingabe als karitative Wohltäterin. Dabei verrät sein fanatischer erzieherischer Eifer, den er dabei an den Tag legt, dass er eigentlich für sich selbst kämpft. Er will Elisabeth dem Himmel und seiner Umgebung als sein eigenes besseres Selbst vorzeigen und seine Untaten durch sie absegnen lassen.“

In dem 2007 in Eisenach uraufgeführten Musical Elisabeth – Die Legende einer Heiligen tritt Konrad in seiner Funktion als Elisabeths Beichtvater als männliche Hauptrolle in Erscheinung. Er wird von Chris Murray verkörpert.
Thomas Mann lässt Konrad von Marburg in seinem Roman Der Zauberberg durch den aufklärerisch gesinnten Protagonisten Lodovico Settembrini als namentliches Beispiel der „entmenschte[n] Greuel“ und „mordgierige[n] Unduldsamkeit“ seiner Epoche nennen. Diesen wird in einem weitläufigen Disput die „Vertilgungslust der Jakobiner“ gegenübergestellt.